# Rozszerzenie granic Quebecu (1912)

Etapy ustanawiania granic prowincji Quebec

Rozszerzenie granic prowincji Quebec w 1912 roku nastąpiło na podstawie przyjętej przez Parlament Kanady ustawy Quebec Extension Act.
Powierzchnia prowincji została znacznie rozszerzona poprzez dodanie terenów na północ od dotychczasowej granicy, ograniczonych przez wschodnie wybrzeże zatoki Hudsona, południowe wybrzeże cieśniny Hudsona, południowe wybrzeże zatoki Ungawa oraz przez zachodnią granicę Nowej Fundlandii. 
Tereny te były zamieszkane przez tubylcze ludy Naskapi, Montagnais, Kri oraz Inuitów. 